# Sustainable cities (uddannelse)
Sustainable cities (Engelsk: bæredygtige byer) er en kandidatuddannelse på Aalborg Universitet København, med et klima-, energi- og miljømæssigt perspektiv. Uddannelsen hører under Institut for Planlægning under det Det Tekniske Fakultet for IT og Design. Uddannelsen er oprettet for give værktøjer til at håndtere udfordringerne med stadigt flere mennesker der vælger at bosætte sig i byerne (urbanisering).
Kandidater i Sustainable Cities vil tilegne sig viden og færdigheder til at udføre tekniske, økonomiske og samfundsmæssige omstillingsprocesser. Denne viden og disse færdigheder er nødvendige for at finde frem til bæredygtige måder at reducere bylivets påvirkning af naturen. Programmet har til formål at udstyre kandidater med spidskompetencer indenfor urbane ressource cyklusser. Herunder udvikling af vedvarende energisystemer og low-carbon infrastruktur og affaldssystemer. Kandidater uddannes til at håndtere konsekvenserne af klimaændringer og til at forvalte indsatser der skal afbøde disse konsekvenser.
De tekniske kompetencer er suppleret med forståelse for de sociale sammenhænge, hvori de bæredygtige løsninger skal gennemføres. Kandidater i Sustainable Cities arbejder tværfagligt, og er i stand til at bygge bro mellem forskellige emner og sektorer grundet både teoretisk indsigt og praktisk erfaring.

## Ekstern henvisning
- – Sustainable Cities hjemmeside Hentet 21. marts 2013.